# 衣姓
衣姓是中文姓氏之一。
衣姓的起源一说来自殷姓。因“殷”字在春秋时齐人念作“yī”，后有殷姓改姓为衣。回族、蒙古族均有衣姓，分布于山东居多。

一说衣姓来自马姓。据说某高官见皇上，皇上怪其何以畜牲为姓，并挥了一下衣袖。遂改姓衣。青岛即墨有“衣马不分”之说。

## 延伸阅读
[在维基数据编辑]
 《欽定古今圖書集成·明倫彙編·氏族典·衣姓部》，出自陈梦雷《古今圖書集成》